# 呂西尼昂的伊莎貝爾
呂西尼昂的伊莎貝爾（法語：Isabelle de Lusignan，約1216年－1264年），賽普勒斯國王于格一世的女兒，曾擔任姪子于格二世的攝政。

## 家庭
1233年左右，伊莎貝爾和安條克的亨利結婚，兩人共有1子1女：
1. 于格三世（約1235年—1284年）
2. 瑪格麗特（英语：Margaret of Antioch-Lusignan）（約1244年—1308年）